# Heteroscleromorpha
Heteroscleromorpha vormen een groep van sponsdieren die soms wordt onderscheiden als een aparte onderklasse van de Demospongiae (gewone sponzen) binnen de stam van de sponsdieren (Porifera).

## Orden
- Agelasida
- Axinellida
- Biemnida
- Bubarida
- Clionaida
- Desmacellida
- Haplosclerida
- Merliida
- Poecilosclerida
- Polymastiida
- Scopalinida
- Sphaerocladina
- Spongillida
- Suberitida
- Tethyida
- Tetractinellida
- Trachycladida

## Geslachtenincertae sedis
- Arabescula Carter, 1873
- Collectella Schmidt, 1880
- Plakidium Lendenfeld, 1907
- Poritella Schmidt, 1879